# Berend van Hackfort

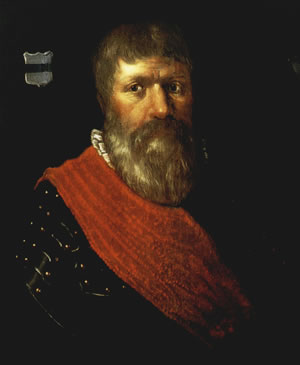
Portret in het Stedelijk Museum Zutphen

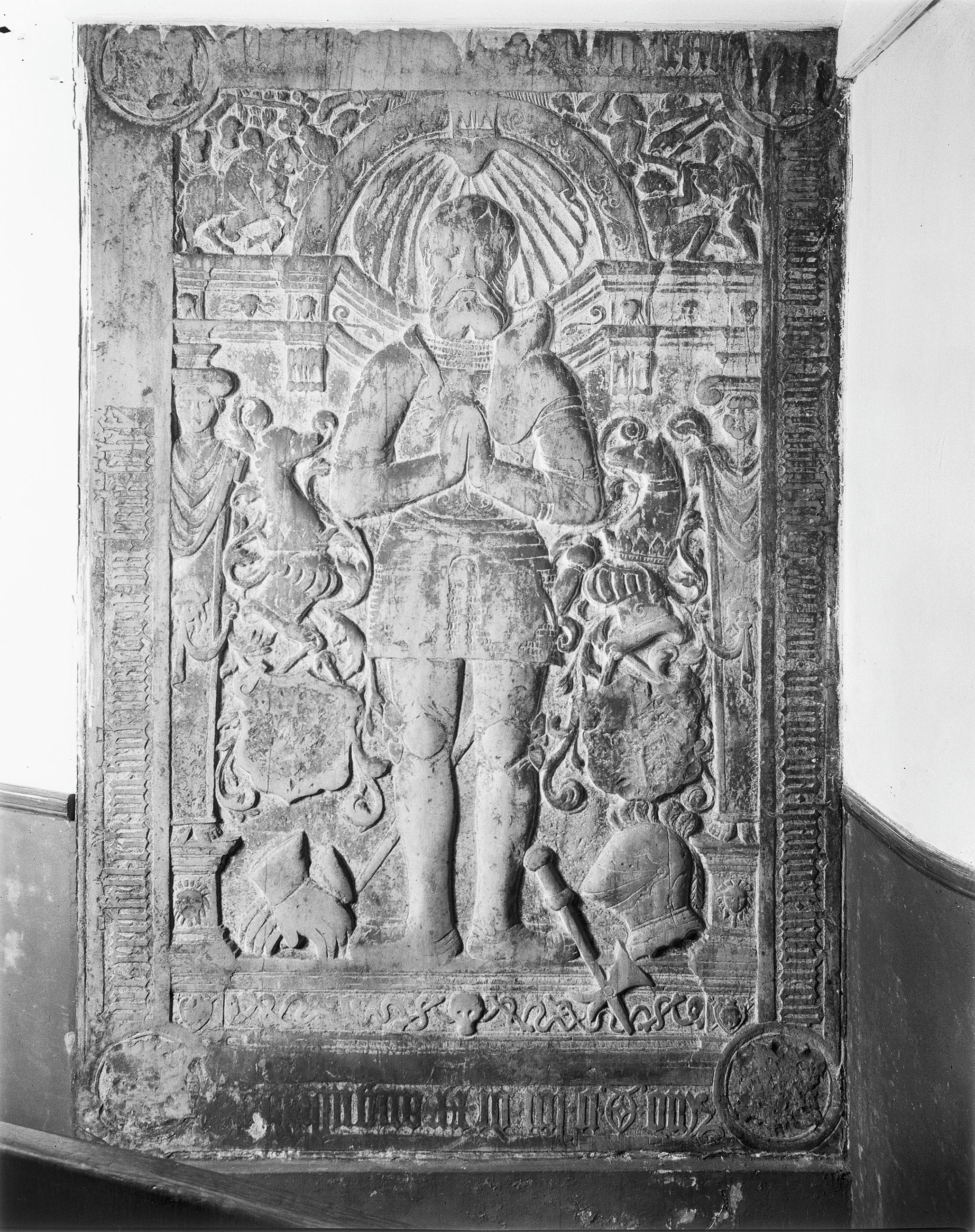
Grafsteen van Van Hackfort

Berend van Hackfort (circa 1477 - 22 maart 1557) was een Nederlandse edelman en legeraanvoerder van het hertogdom Gelre tijdens de strijd tegen keizer Karel V.
Na de dood van zijn vader Jacob IV van Hackfort erfde Berend de landgoederen Hackfort en Herxen, terwijl Vorden naar zijn broer Hendrik ging. Na de dood van Hendrik in 1513 kreeg Berend alsnog Vorden in handen.
In 1502 of 1503 trad hij in dienst van hertog Karel van Gelre. Hij werd bevelhebber van Enschede en generaal stadhouder (plaatsvervanger van de hertog). Ook vervulde hij verschillende ambten in Gelre, waaronder schout van Zutphen, rentmeester van Bredevoort en drost van Diepenheim. Na Gelres nederlaag tegen Karel V in 1504 werd hij gevangengenomen, maar ook na zijn vrijlating bleef hij actief in Gelre. Op hoge leeftijd werd hij in 1536 landdrost van Bergh. Ook was hij medevoogd van de minderjarige graaf Willem IV van den Bergh. In 1543 was hij medeondertekenaar van het Traktaat van Venlo.
In 1504 trouwde hij met Margareta van Egmond, een onwettige dochter uit het geslacht Egmond, waarbij hij het landgoed Baak als huwelijksgift kreeg. Ze kregen twee dochters, Jacoba en Agnes, maar geen zonen, zodat zijn bezittingen (waaronder Kasteel Hackfort) na zijn dood naar zijn dochter Jacoba gingen en, via diens schoonzoon Philips van Leefdael, in handen kwamen van het geslacht Van Raesfeld.
Na zijn dood op 80-jarige leeftijd werd Berend van Hackfort begraven in de Dorpskerk van Vorden, waar zijn grafsteen nog steeds te zien is. In het Stedelijk Museum Zutphen hangt een 17e-eeuws portret van Van Hackfort, dat is gebaseerd op de afbeelding op zijn grafsteen.

## Trivia
- LINT-treinstel 33 van vervoersmaatschappij Syntus is vernoemd naar van Hackfort. In 2007 kwam een model van dit treinstel uit van de firma Fleischmann.
- Kinderboekenschrijfster Martine Letterie heeft 5 jeugdboeken geschreven met Berend van Hackfort in de hoofdrol. De boeken beschrijven de (fictieve) jeugd van Berend. In Vorden zijn twee kinderfietsroutes gebaseerd op de boeken van Letterie. Ook heeft Vorden een jaarlijkse Berenddag.